# 怪奇談絵詞

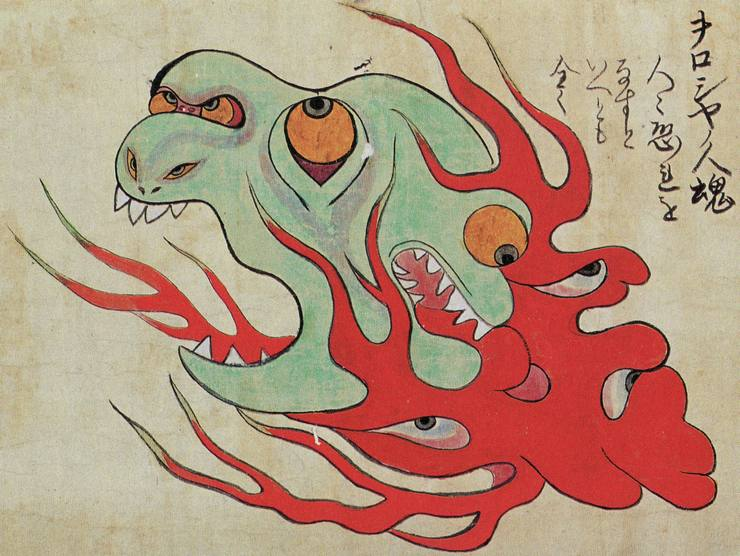
『怪奇談絵詞』より「ヲロシヤの人魂」

『怪奇談絵詞（かいきだんえことば）』は、日本の妖怪絵巻。作者と製作時期はともに不詳だが、幕末から明治時代初期にかけて作られたものと見られている。全33点の怪奇譚を収録した作品であり、福岡市博物館に所蔵されている。
この絵巻独自の大きな特徴は「ヲロシヤの人魂」「イギリスの蟻」「カピタンの螻蜓」など、諸外国を奇抜な姿の妖怪として描いたものが多いことで、これらはロシアやイギリスを風刺して創作された妖怪と考えられており、当時の時代性を反映したものと見られている。
強欲の僧を風刺した「虎にゃあにゃあ」、江戸幕府の鋳造による天保通宝を風刺した「ちょうせん一賈婦人」など、風刺としての妖怪も多い。また伝承・空想上・創作の妖怪のほかにも、身体的特徴を見世物とする者を記録した「大きな陰嚢」「提灯男」、当時はまだ珍しかった動物を妖怪視したものとして、アザラシまたはオットセイを描いた「鐘崎浦の珍獣」といったものもある。
日本各地の多種多様な怪奇譚が雑多に収録されている中、特に筑前、肥前、福岡などの話が多いことから、この絵巻は九州に関連したものとの指摘もあるが、類例の絵巻が確認されていないこともあって、この絵巻のおける数々の怪奇譚がどのようなコンセプトにのもとに取り上げられたかは、まだ判明していない。